# Jah Is Real
Jah Is Real è un album del cantante reggae Burning Spear, pubblicato nell'agosto del 2008 dalla Burning Music.
L'album vince il Grammy Award come Best Reggae Album.

## Tracce
Testi e musiche di Winston Rodney
1. The Cruise – 4:38
2. Step It – 8:10
3. You Were Wrong – 4:56
4. Run for Your Life – 6:29
5. Jah Is Real – 4:06
6. People in High Places – 4:23
7. One Africa – 4:57
8. Grandfather – 3:54
9. Wickedness – 4:54
10. Stick to the Plan – 4:29
11. No Compromise – 4:18
12. 700 Strong – 4:31
13. Grassroot – 4:22
14. Step It (Remix) – 4:42

## Musicisti
- Winston Rodney - voce, percussioni, arrangiamenti, accompagnamento vocale
- Ian Coleman - chitarra
- Brian Thorn - chitarra
- Donovan MacKity - chitarra
- Linford Carby - chitarra
- Andy Bassford - chitarra
- Cecil Ordonez - chitarra
- William Berlind - tastiere
- Kennedy Simmonds - tastiere
- Lawrence Lewis - tastiere
- Michael Hyde - tastiere
- Bernie Worrel - tastiere (brani: 1, 2, 6, 9 e 11)
- Blessed Donald Toney - sassofono
- Jerry Johnson - sassofono
- Kevin Batchelor - tromba
- Jason Jackson - trombone
- I Palmer - basso
- David Rekhley - basso
- Bootsy Collins - basso (brani: 1, 2, 6 e 9)
- Mr. Hardgroove - basso (brano: 14)
- Howard Smith - batteria
- Joanne Williams - accompagnamento vocale, coro
- Marie Thomas - accompagnamento vocale, coro
- The Late Show's Gospel Choir - accompagnamento vocale, coro
- Lady Peachena - accompagnamento vocale, coro